# Pica nuttalli
La urraca de Nuttall o urraca de pico amarillo (Pica nuttalli) es una especie de ave paseriforme
de la familia Corvidae, habita en el valle Central y las colinas y montañas de chaparral adyacentes en el estado estadounidense de California. 
Aparte de tener el pico y una raya de color amarillo alrededor del ojo, es prácticamente idéntica a la urraca de Hudson (Pica hudsonia) que se distribuye en gran parte del resto de América del Norte. El nombre científico conmemora el naturalista inglés Thomas Nuttall.